# Heap Big Hepcat
Heap Big Hepcat (ou O Charme Vence, na dublagem) foi o 99º episódio e o 4º da temporada de 1960 da série Woody Woodpecker. Foi dublado pela já extinta AIC (Arte Industrial Cinematográfica) (atualmente a BKS).

## Enredo
Cara de Alce, um índio que também é um astro de Hollywood, aproveita as férias para visitar sua aldeia e reencontrar a índia Beija-Flor, filha do chefe da tribo. Porém, o casamento deles precisa de uma aprovação do sogro, que o obriga a provar sua valentia e trazer comida para o caldeirão. Depois de envolver-se em vários problemas com um urso, o Pica-Pau e o chefe, ele tenta se matar e o pássaro decide se entregar. O chefe da tribo, então, deixa o genro casar-se com Beija-Flor, porém ela impede que seu pai coloque o Pica-Pau no caldeirão e foge no carro de Cara de Alce, juntamente com o pássaro.

## Dublagem

### Versão Americana
- Grace Stafford - Pica-Pau / Beija-Flor
- Dal McKennon - Cara de Alce / Chefe

### Versão Brasileira
- Pica-Pau: Olney Cazarré
- Cara de Alce: ?
- Beija-Flor: Noely Mendes
- Chefe: Garcia Neto

Estúdio: AIC (Arte Industrial Cinematográfica) (atualmente a BKS), São Paulo